# Mato Damjanović
Mato Damjanović est un joueur d'échecs croate né le 23 mars 1927 à Đeletovci en Croatie et mort le 12 février 2011 à Zagreb.

## Biographie et carrière
Vainqueur du championnat de Croatie en 1952, 1959, 1961, 1962 et 1963. Damjanović participa à l'olympiade d'échecs de 1960 avec la Yougoslavie et remporta la médaille de bronze par équipe et la médaille d'argent au 1er échiquier de réserve (en tant que premier remplaçant) grâce à sa marque de 7 points sur 10. Grand maître international en 1964, il remporta la médaille d'argent par équipe au championnat d'Europe d'échecs des nations en 1965.

## Victoires dans les tournois
Dans les années 1960 et 1970, Damjanovic participait à de nombreux tournois.
Il remporta les tournois suivants :
- Zagreb 1959, (championnat Mladost, avec 11 / 13)
- Belgrade 1960 (tournoi de septembre),
- Zagreb 1961 (tournoi Postar)
- Open de Naples 1961 (8/9),
- Vrnacka Banja 1963, ex æquo avec Ivkov et Trifunovic (tournoi de sélection pour le tournoi zonal)
- open de Rovigo 1966 (7 / 9)
- San Benedetto del Tronto 1966 (7 / 8)
- Tunis 1967
- Paris 1967-1968 (ex æquo avec Todorcevic)

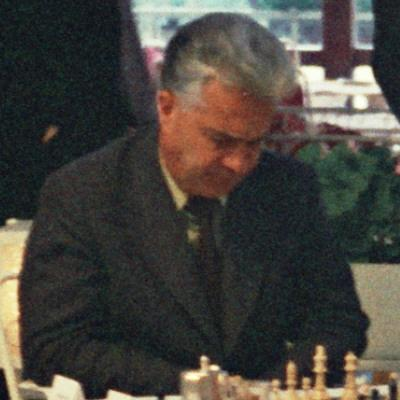
Mato Damjanovic en 1974 au tournoi de Dortmund.

- Zagreb 1969 (tournoi international, devant Hort et Lombardy)
- Bad Pyrmont 1970 (ex æquo avec Aleksandar Matanović et Hans-Joachim Hecht)
- La Plata 1970
- Florence 1972
- Verovitica 1976.

## Autres résultats notables
En 1964, il finit deuxième ex æquo avec Kholmov et devant Boris Spassky, du mémorial Tchigorine à Sotchi remporté par Kroguious et cinquième du tournoi zonal à Kecskemét (victoire de Tringov).
Il termina  troisième du championnat d'échecs de Yougoslavie en 1962, du tournoi de Reggio Emilia 1962-1963 (victoire de Forintos) et du tournoi de Bad Liebenstein (victoire de Polougaïevski devant Gipslis)
En 1969, il finit quatrième du tournoi d'échecs IBM ex æquo avec Leonid Stein ; deuxième ex æquo du tournoi de Netanya (victoire de Reshevsky) et battit Jan Timman en match à Delft (+3 -1).
En 1972, il finit deuxième du tournoi d'échecs de Reggio Emilia 1971-1972 (victoire de Soltis) et du tournoi de Zagreb (derrière Leonid Stein).
En 1974, il finit troisième ex æquo du tournoi d'échecs de Dortmund.